# Gare de Wenzhou

La gare de Wenzhou (chinois simplifié : 温州站 ; chinois traditionnel : 溫州站 ; pinyin : Wēnzhōu zhàn) est située dans le District de Lucheng dans la ville de Wenzhou, dans la province du Zhejiang, en Chine. Cette gare est sur la ligne Jinhua–Wenzhou. Elle reçoit environ 38 trains de voyageurs par jour. 

## Histoire
Depuis l’ouverture de la gare le 11 juin 1998, le nombre de trains de voyageurs a augmenté, passant de quatre paires,  à 14 paires jusqu'au maximum de 23 paires. C'est la plus grande gare de la ligne Jinhua–Wenzhou, elle couvre une superficie de 150 000 mètres carrés et elle dispose de 7 quais, et 13 voies. 

## Service des voyageurs

### Desserte
La gare de Wenzhou reçoit actuellement 14 paires de trains de voyageurs. 
| Gérants                            | Numéro des trains   | La destination                           |
| ---------------------------------- | ------------------- | ---------------------------------------- |
| China Railway Guangzhou Group (zh) | K328 (deux gérants) | Guangzhou (广州)                         |
| Jinwen Railway Corporation (zh)    | K328 (deux gérants) | Guangzhou (广州)                         |
| Jinwen Railway Corporation (zh)    | K942                | Guiyang (贵阳)                           |
| Jinwen Railway Corporation (zh)    | K1256               | Chengdu-Est (成都东)                     |
| Jinwen Railway Corporation (zh)    | K1396               | Taiyuan (太原)                           |
| Jinwen Railway Corporation (zh)    | K1050               | Qingdao-Nord (青岛北)                    |
| China Railway Shanghai Group (zh)  | K8402               | Fuyang(阜阳) (Venant de Zhangzhou 亳州 ) |
| China Railway Beijing Group (zh)   | K102                | Beijing (北京)                           |
| China Railway Harbin Group (zh)    | K552                | Mudanjiang (牡丹江)                      |
| China Railway Lanzhou Group (zh)   | K308                | Lanzhou (兰州), un jour sur deux         |
| China Railway Shenyang Group (zh)  | K348                | Shenyang-Nord (沈阳北)                   |
| China Railway Nanchang Group (zh)  | K1672               | Jiujiang (九江)                          |
| China Railway Wuhan Group (zh)     | K1586               | Wuchang (武昌)                           |
| China Railway Xi'an Group (zh)     | K2906               | Xian (西安)                              |
| China Railway Zhengzhou Group (zh) | K1238               | Zhengzhou (郑州)                         |